# Юферов, Герман Владимирович
Герман Владимирович Юферов (род. 2 июля 1963, Минск, СССР) — советский, российский спортсмен по современному пятиборью и фехтованию. Заслуженный мастер спорта СССР по современному пятиборью (1991), мастер спорта по фехтованию. Чемпион мира (1990, 1991). Участник I Игр Доброй Воли 1986 года в Москве. Участник XXIV Олимпийских игр в Сеуле Южная Корея, занял 20 место в личном первенстве и 5 место в команде. Первый чемпион России по современному пятиборью в личном первенстве (1993).

## Биография
Юферов Герман Владимирович родился 2 июля 1963 года в городе Минске. До 16 лет занимался плаванием.
Выступал за Вооруженные Силы (Ленинград). Член сборной команды СССР 1986 по 1994 годы.
Неоднократно занимал призовые места на Всесоюзных и международных соревнованиях.
С 1994 года стал активно выступать в соревнованиях по фехтованию . Чемпион России по фехтованию на шпагах (1995). Мастер спорта России по фехтованию.
С 2007 года первый вице-президент Федерации современного пятиборья Санкт-Петербурга.

## Олимпийские игры 1988 года.
На Олимпийских играх 1988 года в Сеуле  Республика Корея выступал в составе команды СССР, занявшей 5 место. В личном первенстве неудачно выступил в конкуре и в итоге финишировал на 20 месте.
| Место | Спортсмен          | Возраст | Конкур | очки победы/поражения | результат/очки | результат/очки | результат/очки | Сумма |
| 20    | Юферов Герман СССР | 25      | 716    | 949 42V-23D           | 3:13.82/1324   | 191/934        | 13:47.16/1084  | 5007  |

## Достижения
- Мастер спорта СССР по современному пятиборью.
- Мастер спорта СССР международного класса.
- Заслуженный мастер спорта СССР по современному пятиборью.
- Мастер спорта России по фехтованию.